# Список національних символів Йорданії
Національні символи Йорданії — це символи, які використовуються в Йорданії та за кордоном для представлення країни та її народу.

## Національний прапор

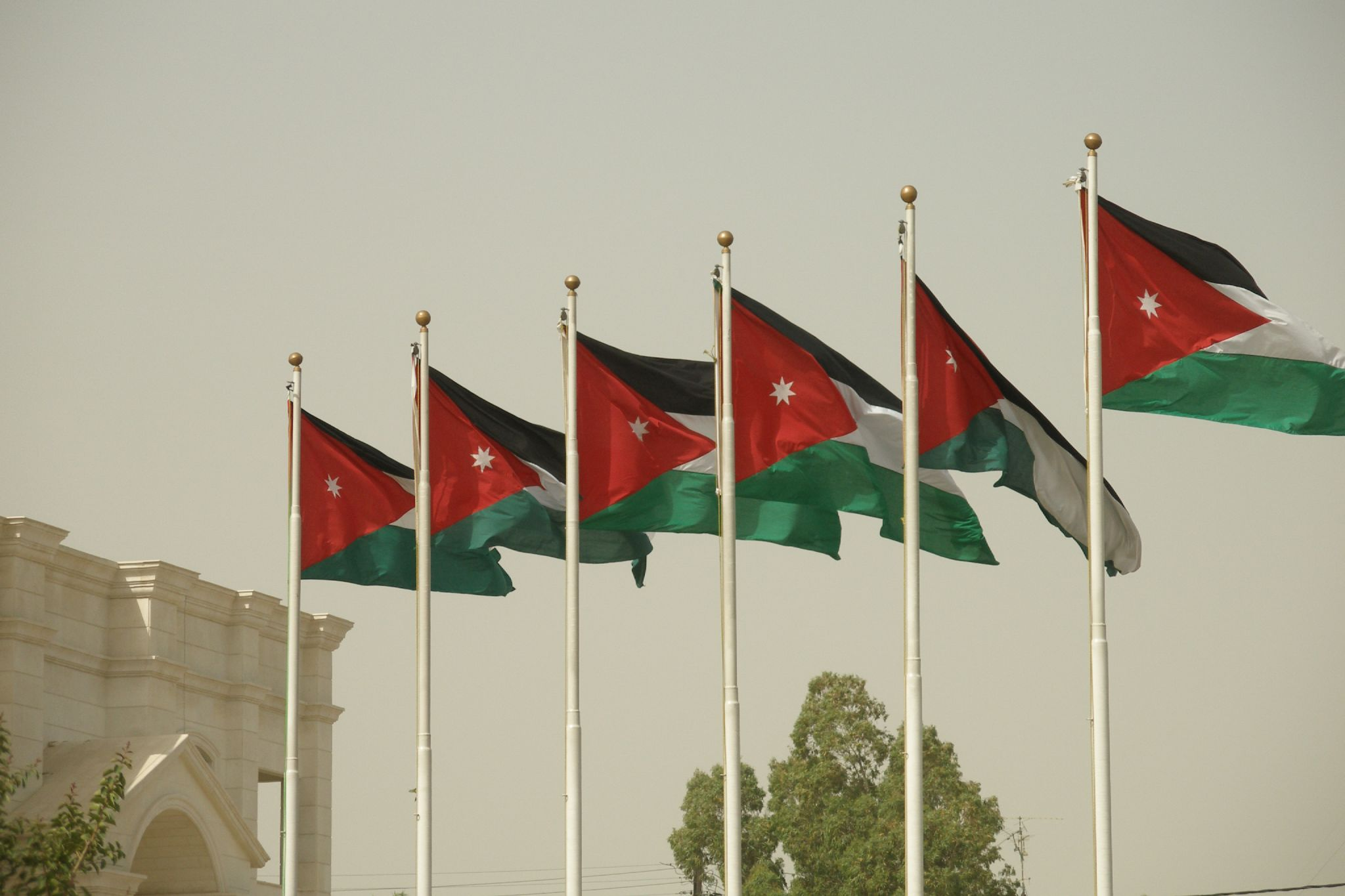
Прапори Йорданії

Прапор Йорданії є офіційним прапором Йорданського Хашимітського Королівства, який представляє державу, її суверенітет, її інституції та її громадян як у Йорданії, так і в усьому світі. Цей прапор складається з горизонтальних чорних, білих і зелених смуг, які з'єднані червоним шевроном. Червоний шеврон містить семикутну зірку.
Прапор Йорданії, офіційно прийнятий 18 квітня 1928 року, базується на прапорі арабського повстання проти Османської імперії під час Першої світової війни.

## Державний герб

Герб Йорданії

Герб був розроблений на прохання короля Абдалли I бін аль-Хусейна в 1921 році. 25 серпня 1934 року Рада міністрів за адміністративним наказом № 558 оголосила офіційним логотипом як емблему Йорданського Хашимітського Королівства. 21 лютого 1982 року Рада міністрів опублікувала офіційну заяву № 6, у якій пояснювалася специфікація.
Його спроектував йорданський архітектор Фавваз Муханна.

## Державний гімн
«Королівський гімн Йорданії» (араб. السلام الملكي الأردني, Al-salam Al-malaki Al-urdoni) — національний гімн Йорданії. Його було прийнято як офіційний гімн королівства в 1946 році. Її написав Абдельмунім ар-Ріфаї, палестинсько-ліванський поет і колишній прем'єр-міністр, який приїхав до Аммана в 1939 році.
Гімн щастя йорданського народу за досягнення незалежності та його гордості за хашимітську родину та її арабське походження.

## Національні кольори
Йорданія використовує панарабські кольори як свої національні кольори, які всі використовуються на прапорі Йорданії. Походження цих кольорів походить від прапорів халіфатів Аббасидів (чорний), Омейядів (білий) і Рашидун (зелений), а також Арабського повстання (червоний).
Національні кольори Йорданії також є традиційними кольорами національних спортивних команд Йорданії. І вони використовуються на логотипах багатьох його інститутів.

## Національне дерево
Quercus ithaburensis Decne. або Quercus aegilops (араб . السنديان الطبراني أو الملول), підвид дерева дуба (البلوط), є національним деревом Йорданії.

## Національний птах

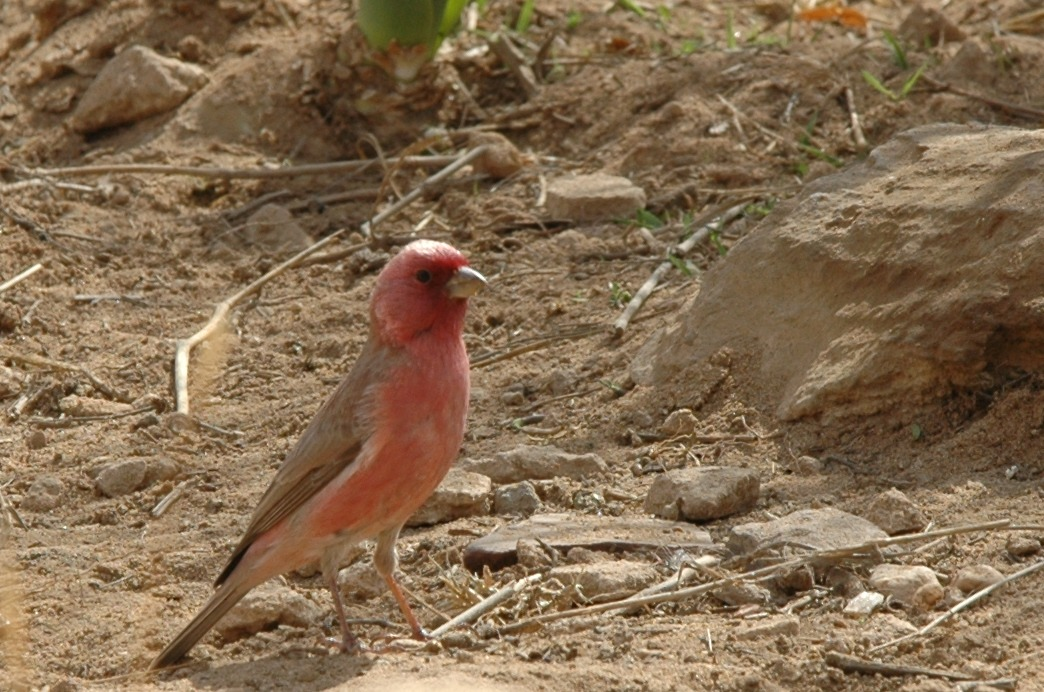
Національний птах Йорданії — синайський шипшина

Офіційним національним птахом Йорданії є синайський шипшина (араб. الطائر الوردي). Його було обрано національним птахом країни через його рожевий колір, який схожий на колір Петри, «міста червоної троянди», а також через те, що він широко мешкає в Йорданській пустелі. Він наявний на реверсі йорданської купюри в один динар.

## Національна квітка

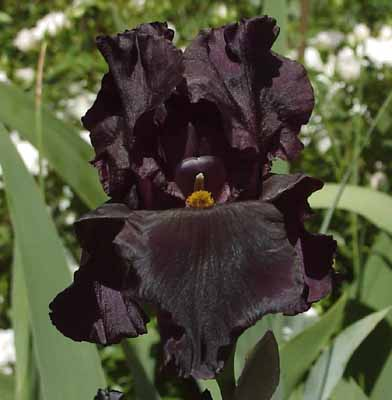
Національна квітка Йорданії — чорний ірис

Чорний ірис (араб . السوسنة السوداء) є національною квіткою Йорданії, і його можна знайти по всій країні, зокрема в губернаторстві Карак.
Він розпускається навесні темно-чорними пелюстками і є національним символом зростання, оновлення та змін.

## Національна тварина

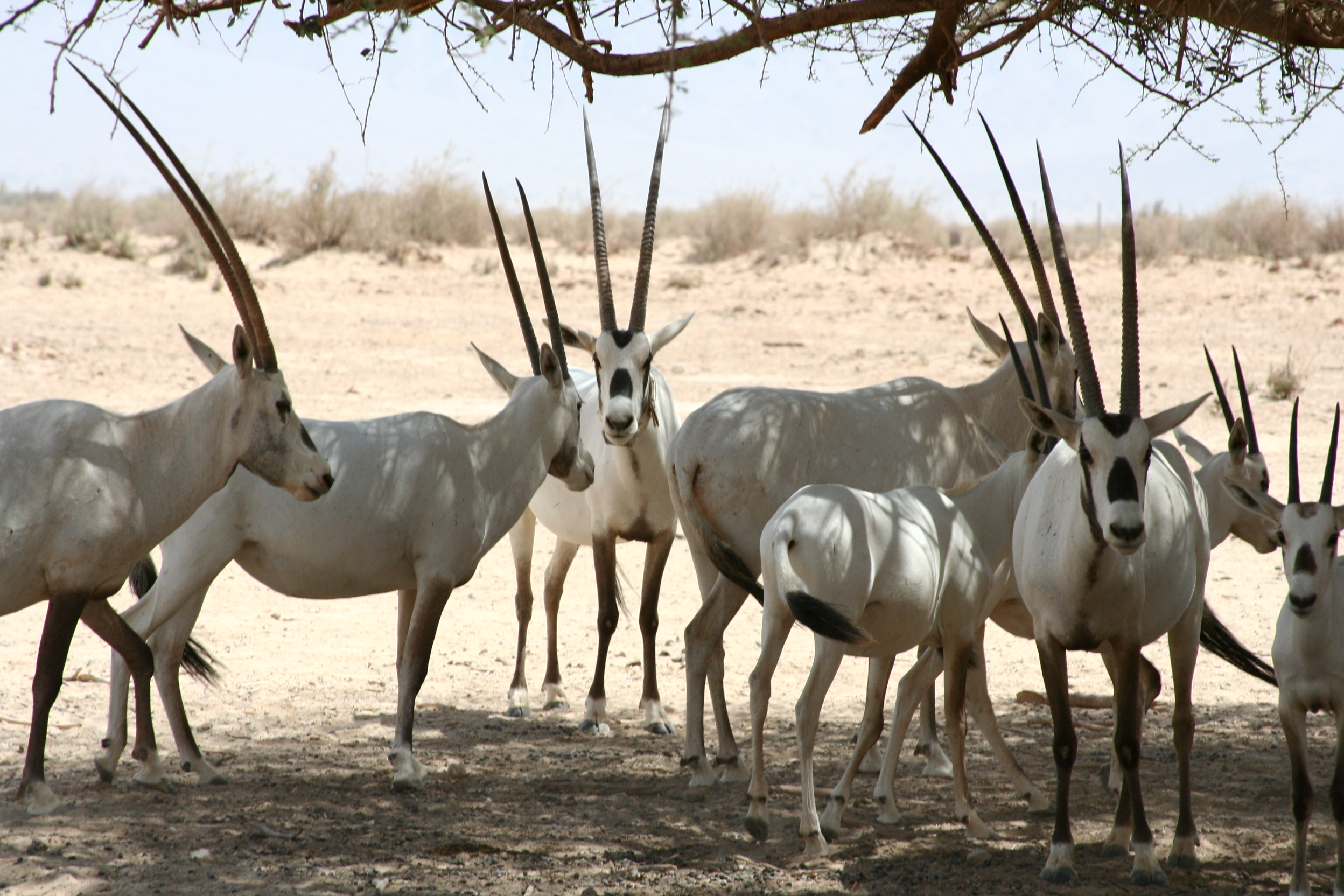
Орикс аравійський

Аравійський орикс (араб . المها العربي) — національна тварина Йорданії. Аравійський орикс — антилопа середнього розміру з чітко вираженим плечовим горбом, довгими прямими рогами та хвостом з пучком. Це бикоподібний і найменший представник роду ориксів, який мешкає в пустельних і степових районах Аравійського півострова.
У 1978 році чотири аравійських орикса були доставлені в заповідник дикої природи Шаумарі для програми розведення. Починаючи з 1983 року, 31 орикса було випущено в дику природу, успішно повернувши орикса в його рідне середовище.

## Національна страва

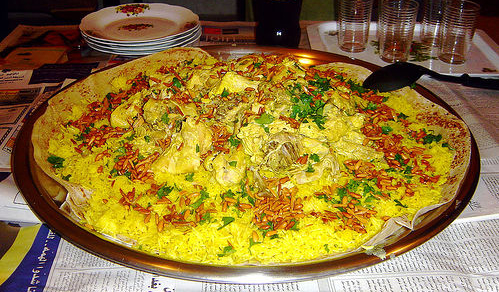
Менсаф

Національна страва Йорданії — менсаф (араб. المنسف الاردني). Менсаф — найвідоміша страва Йорданії. Він складається з баранини, приготовленої у вершковому соусі з йогурту (الجميد), подається на рисовому ложі.
До частування менсафу ставляться дуже серйозно, і на його приготування може піти багато годин. Якщо в меню є мансаф, йорданці вважають це вершиною щедрості. Зазвичай його подають на честь особливих подій, таких як випускний, весілля чи свято.